# Sanremese Calcio
Sanremese Calcio (wł. Società Sportiva Dilettantistica Sanremese Calcio S.r.l.) – włoski klub piłkarski, mający siedzibę w mieście San Remo, w północno-zachodniej części kraju, grający od sezonu 2018/19 w rozgrywkach Serie D.

## Historia
Chronologia nazw:
- 1904: Unione Sportiva Sanremese
- 1982: Sanremese Calcio S.r.l.
- 1987: klub rozwiązano
- 1987: US Sanremese Calcio
- 2002: US Sanremese Calcio S.p.A.
- 2008: USD Sanremese 1904
- 2009: USD Sanremese Calcio 1904 – po fuzji z AC SSD Ospedaletti Sanremo S.r.l.
- 2010: US Sanremese Calcio 1904
- 2011: klub rozwiązano
- 2012: Associazione Sportiva Dilettantistica Sanremese
- 2015: klub rozwiązano
- 2015: SSD Unione Sanremo – po reorganizacji ASD Carlin's Boys
- 2019: SSD Sanremese Calcio

Klub sportowy US Sanremese został założony w miejscowości San Remo w 1904 roku, ale sekcja piłkarska powstała dopiero w 1919 roku. Wcześniej w mieście funkcjonowały zespoły SG La Speranza (od 1910), Ausonia FBC i Sanremo FBC. W latach 1919–1928 klub rozgrywał lokalne mecze piłkarskie. Od 1928 roku po założeniu Komisji U.L.I.C. w Oneglia występował w mistrzostwach organizowanych przez U.L.I.C. W 1932 dołączył do Komitetu Regionalnego Ligurii F.I.G.C. i startował w Seconda Divisione (D4). W następnym sezonie 1933/34 został mistrzem grupy Ligure i otrzymał promocję do Prima Divisione (D3). W sezonie 1934/35 wygrał najpierw grupę D Prima Divisione, ale potem w turnieju finałowym zajął ostatnią czwartą lokatę w grupie B. Przed rozpoczęciem sezonu 1935/36 trzecia dywizja zmieniła nazwę na Serie C. Klub uplasował się na górze tabeli grupy C, mając tyle samo punktów co i Spezia. Następnie rozegrano dodatkowy mecz o tytuł mistrza, w którym zwycięstwo odniósł klub z San Remo (1:0). Ale wynik został anulowany z powodu błędu technicznego, wtedy Sanremese odmówił zagrania powtórki, więc Spezia awansowała do Serie B. Sezon 1936/37 zakończył na pierwszej pozycji w grupie C, zdobywając awans do Serie B. Po trzech latach gry na zapleczu włoskiej piłki nożnej zajął 17.miejsce w sezonie 1939/40 i został oddelegowany do Serie C. W sezonie 1942/43, ostatnim przed zawieszeniem mistrzostw wskutek II wojny światowej, zajął 5.miejsce w grupie E Serie C.
Po zakończeniu II wojny światowej i wznowienia mistrzostw FIGC, drużyna została zakwalifikowana do rozgrywek Prima Divisione Liguria (D4). W następnym sezonie 1946/47 zespół ponownie startował w Serie C. Po wielu latach spędzonych w trzeciej lidze, w 1963 roku spadł do Serie D. W 1970 zespół został na zdegradowany do rozgrywek regionalnych, startując w Promozione Ligure (D5). 
W 1975 klub wrócił do Serie D. Przed rozpoczęciem sezonu 1978/79 Serie C została podzielona na dwie dywizje: Serie C1 i Serie C2, wskutek czego Serie D została obniżona do piątego poziomu. W sezonie 1978/79 zespół zwyciężył w grupie A Serie C2 i awansował do Serie C1. W 1982 roku klub zmienił nazwę na Sanremese Calcio S.r.l. Sezon 1985/86 był ostatnim w historii klubu sezonem spędzonym na trzecim poziomie - po zajęciu 18.miejsca w grupie A klub spadł do Serie C2. W następnym sezonie 1986/87 zajął 17.miejsce w grupie A Serie C2, ale z powodu problemów finansowych został rozwiązany.
Wkrótce organizowano nowy klub o nazwie US Sanremese Calcio, który w sezonie 1987/88 startował w Terza Categoria Imperia (D9), awansując po pierwszym sezonie do Seconda Categoria Liguria (D8). W kolejnych czterech sezonach również zaliczył awanse - w 1989 do Prima Categoria Liguria (D7), a w 1990 do Promozione Ligure (D6), w 1991 zakwalifikował się do Eccellenza Liguria (D6), a w 1992 otrzymał promocję do Campionato Nazionale Dilettanti (D5). W 1994 spadł na dwa lata do Eccellenza Liguria. W sezonie 1997/98 zwyciężył najpierw w grupie A Campionato Nazionale Dilettanti, a potem w turnieju pucharowym o tytuł mistrza ligi dotarł do finału, gdzie pokonał SSC Giugliano (1:2, 1:0), zdobywając awans do Serie C2. W 2000 zespół został zdegradowany do Serie D (D5). W 2002 klub został przekształcony na US Sanremese Calcio S.p.A. W sezonie 2003/04 zajął drugie miejsce w grupie E Serie D, a potem wygrał w półfinale z Sestese i w finale z Lavagnese, awansując do Serie C2. W 2007 razem pożegnał się z Serie C2, a w następnym 2008 roku został zdegradowany z Serie D do Eccellenza Liguria. 10 lipca 2008 roku klub ogłosił o zaprzestaniu uczestnictwa w mistrzostwach i został rozwiązany. 
Natychmiast powstał nowy klub o nazwie USD Sanremese 1904, właścicielem którego został Carlo Barillà. Zespół rozpoczął rozgrywki w Seconda Categoria Liguria (D9), zajmując w sezonie 2008/09 10.miejsce w grupie A. W 2009 inny miejski klub AC SSD Ospedaletti Sanremo S.r.l., grający w Promozione Ligure (D7), wchłania Sanremese w swoją strukturę, dokonując zmiany nazwy na USD Sanremese Calcio 1904. W sezonie 2009/10 klub zwyciężył w Eccellenza Liguria i otrzymał promocję do Serie D (D5). Jednak po zmianie nazwy na US Sanremese Calcio 1904 został przyjęty do grona profesjonalistów, awansując po repasaży o dwa poziomy do Lega Pro Seconda Divisione (D4). Sezon 2010/11 zespół zakończył na 16.pozycji w grupie A Lega Pro Seconda Divisione. Klub utrzymał się w lidze po wygraniu barażów z Sacilese (2:1, 1:1), ale nie przyjęto go w kolejnym sezonie do żadnej ligi i został postawiony w stan likwidacji.
W 2012 roku klub po raz kolejny został reaktywowany. Jako ASD Sanremese startował w mistrzostwach Terza Categoria Savona/Imperia (D9). W sezonie 2012/13 po zajęciu drugiego miejsca w grupie A Terza Categoria Savona/Imperia i wygraniu play-off awansował do Seconda Categoria Liguria (D8). W następnym sezonie znów był drugim w grupie A oraz wygrał play-off, zdobywając promocję do Prima Categoria Liguria (D7). Przed rozpoczęciem sezonu 2014/15 wprowadzono reformę systemy lig, wskutek czego siódmy poziom awansował o jedną pozycję do góry. Sezon zakończył na 16.miejscu w grupie A Prima Categoria Liguria, spadając do Seconda Categoria Liguria, jednak rezygnując z dalszych rozgrywek. 
W 2015 tradycję klubu zostały przekazane do innego miejskiego klubu ASD Carlin's Boys, który występował w mistrzostwach Eccellenza Liguria. Klub przyjął nazwę SSD Unione Sanremo i w sezonie 2015/16 zajął drugie miejsce w Eccellenza Liguria, awansując do Serie D (D4). W 2019 klub zmienił nazwę na SSD Sanremese Calcio.

## Barwy klubowe, strój
|  |  |

Klub ma barwy biało-błękitne. Zawodnicy domowe spotkania zazwyczaj grają w pasiastych pionowo biało-błękitnych koszulkach, błękitnych spodenkach oraz błękitnych getrach.

## Sukcesy

### Trofea międzynarodowe
Nie uczestniczył w rozgrywkach europejskich (stan na 31-05-2020).

### Trofea krajowe
| \| \| Zdobyte trofea w rozgrywkach Włoch (stan na: 31-08-2020) \| |                                                          |      |          |
| Rozgrywki                                                         | Osiągnięcie                                              | Razy | Sezon(y) |
| · Mistrzostwo                                                     | I miejsce                                                | 0    |          |
| · Mistrzostwo                                                     | II miejsce                                               | 0    |          |
| · Mistrzostwo                                                     | III miejsce                                              | 0    |          |
| · Puchar                                                          | zdobywca                                                 | 0    |          |
| · Puchar                                                          | finalista                                                | 0    |          |
| · Puchar                                                          | 1/8 finału                                               | 1    | 1936/37  |
| II liga                                                           | I miejsce                                                | 0    |          |
| II liga                                                           | II miejsce                                               | 0    |          |
| II liga                                                           | III miejsce                                              | 0    |          |
| II liga                                                           | 9.miejsce                                                | 1    | 1937/38  |
| Włochy                                                            | Zdobyte trofea w rozgrywkach Włoch (stan na: 31-08-2020) |      |          |

- Prima Divisione/Serie C (D3):
  - mistrz (2x): 1934/35 (gr.D), 1936/37 (gr.C)
  - wicemistrz (4x): 1935/36 (gr.C), 1940/41 (gr.D), 1950/51 (gr.A), 1951/52 (gr.A)
  - 3.miejsce (2x): 1947/48 (gr.A), 1949/50 (gr.A)

## Poszczególne sezony

### Rozgrywki międzynarodowe

#### Europejskie puchary
Nie uczestniczył w rozgrywkach europejskich.

### Rozgrywki krajowe
| \| Włochy \| Bilans występów klubu w rozgrywkach piłkarskich Włoch (Stan na 31 sierpnia 2020 r.) \| \| |                                                                                     |        |       |   |   |   |    |    |     |                                                                                           |        |        |      |
| Poziom                                                                                                 | Rozgrywki                                                                           | Sezony | Mecze | Z | R | P | B+ | B– | Pkt | Lata                                                                                      | Awanse | Spadki | Naj. |
| I | Serie A                                                                             | 0      |       |   |   |   |    |    |     |                                                                                           | 0      | 0      |      |
| II | Serie B                                                                             | 3      |       |   |   |   |    |    |     | 1937–1940                                                                                 | 0      | 1      | 9    |
| III | Prima Divisione, Serie C, Serie C1                                                  | 30     |       |   |   |   |    |    |     | 1934–1937, 1940–1943, 1946–1963, 1979–1986                                                | 1      | 3      | 1    |
| IV | Seconda Divisione ligure, Prima Divisione Liguria, Serie D, Serie C2                | 25     |       |   |   |   |    |    |     | 1932–1934, 1945/46, 1963–1970, 1975–1979, 1986/87, 1998–2000, 2004–2007, 2010/11, od 2016 | 3      | 5      | 1    |
| V | Promozione Ligure, Campionato Nazionale Dilettanti, Serie D, Eccellenza Liguria     | 15     |       |   |   |   |    |    |     | 1970–1975, 1992–1994, 1996–1998, 2000–2004, 2007/08, 2015/16                              | 4      | 2      | 1    |
| | Puchar Włoch                                                                        | 6      |       |   |   |   |    |    |     | 1935–1941, 1958/59, 2006/07                                                               | 0      | 0      | 1/8  |
| Włochy                                                                                                 | Bilans występów klubu w rozgrywkach piłkarskich Włoch (Stan na 31 sierpnia 2020 r.) |        |       |   |   |   |    |    |     |                                                                                           |        |        |      |

## Struktura klubu

### Stadion
Klub piłkarski rozgrywa swoje mecze domowe na Stadio Comunale w San Remo o pojemności 4000 widzów.

### Derby
- Spezia Calcio
- ASD Savona Calcio
- ASD Imperia
- Ventimiglia Calcio